# Bahamaspecht
De Bahamaspecht (Melanerpes superciliaris) is een vogel uit de familie Picidae.

## Verspreiding en leefgebied
Deze soort komt voor op de Bahama's, Cuba en de Kaaimaneilanden en telt vijf ondersoorten:
- M. s. nyeanus: Grand Bahama en San Salvador.
- M. s. blakei: Great Abaco (noordelijke Bahama's).
- M. s. superciliaris: Cuba.
- M. s. murceus: Isla de la Juventud en de nabijgelegen eilanden.
- M. s. caymanensis: Grand Cayman.

## Status
De grootte van de populatie is niet gekwantificeerd maar de soort wordt omschreven als algemeen. Op de Rode lijst van de IUCN heeft deze soort de status niet bedreigd.